# Список анимационных фильмов One Piece
По мотивам манги One Piece было снято пятнадцать анимационных фильмов.

## Фильм первый
One Piece — первый полнометражный анимационный фильм, снятый студией Toei Animation по мотивам одноимённой манги Эйитиро Оды.
События этого фильма происходят после 18 эпизода оригинального сериала. Сильно расслабившуюся команду в присутствии Нами умудрились обокрасть неизвестные пираты. В попытке вернуть честно награбленное команда попадает на широко известный в узких кругах Золотой остров Унона.
Роли озвучивали
- Манки Д. Луффи — Маюми Танака.
- Ророноа Зоро — Кадзуя Накаи.
- Нами — Акэми Окамура.
- Усопп — Каппэй Ямагути.

## Фильм второй
One Piece: Nejimaki shima no bouken — второй полнометражный анимационный фильм, снятый студией Toei Animation по мотивам манги Эйитиро Оды «One Piece». События фильма происходят после арки «Логтаун». Манки Д. Луффи и его команда наслаждаются отдыхом на одном из необитаемых островков. Расслабившись, пираты Соломенной Шляпы не успевают остановить неизвестных воров, в это время угнавших «Гоинг Мери», на которой находилась большая часть одежды и оружия команды. Случайная встреча с ворами, никак якобы этого инцидента не касающимися, приводит к тому, что команда теряет и Нами. Её тоже украли, и теперь пиратам Соломенной Шляпы необходимо направиться на Механический остров — место, где всем заправляет пиратская шайка братьев Трамп…
Роли озвучивали
- Манки Д. Луффи — Маюми Танака.
- Ророноа Зоро — Кадзуя Накаи.
- Нами — Акэми Окамура.
- Усопп — Каппэй Ямагути.
- Санджи — Хироаки Хирата.

## Фильм третий
One Piece: Chinjou shima no Chopper oukoku — третий полнометражный анимационный фильм, снятый студией Toei Animation по мотивам манги Эйитиро Оды «One Piece».
На этот раз погоня за мечтой — несметными сокровищами — приводит нашего героя и его верных товарищей на странный остров, населенный необычными существами. По некоторым слухам, на этом острове находится «огромное сокровище». Странное природное явление, похожее на подводное извержение, подбрасывает Гоинг Мери и перекидывает через остров. Во время этого полета Чоппера выкидывает с корабля. По стечению обстоятельств в это же время на острове погибает Король Зверей, и упавшего с неба Чоппера принимают за нового Короля.
Действия фильма происходят предположительно после событий 95-го эпизода оригинального сериала, но в команде отсутствует Виви.
Основные персонажи
- Манки Д. Луффи
- Ророноа Зоро
- Нами
- Усопп
- Санджи
- Тони Тони Чоппер

Второстепенные персонажи
- Мобамби (Mobambi)
- Граф Баторо (Count Butler)
- Генерал Хотдог (General Hotdog)
- Хозяин Змей (President Snake)

## Фильм четвёртый
One Piece: Dead end no bouken — четвёртый полнометражный анимационный фильм, снятый студией Toei Animation по мотивам манги Эйитиро Оды «One Piece».
В этом фильме Луффи и его команда будут участвовать в Тупиковой Регате — гонке, организованной бывшими пиратами.
События происходят между арками «Алабаста» и «Скайпия».
Роли озвучивали
- Манки Д. Луффи — Маюми Танака.
- Ророноа Зоро — Кадзуя Накаи.
- Нами — Акэми Окамура.
- Усопп — Каппэй Ямагути.
- Санджи — Хироаки Хирата.
- Тони Тони Чоппер — Икуэ Отани.
- Нико Робин — Юрико Ямагути.

## Фильм пятый
One Piece: Norowareta seiken — пятый полнометражный анимационный фильм, снятый студией Toei Animation по мотивам манги Эйитиро Оды «One Piece».
Сокровище «меч семи звёзд» — вовсе и не сокровище, а проклятый меч, способный раз в сто лет, во время прихода красной луны погрузить мир в хаос. Только обряд проведённый с помощью волшебных сапфиров способен предотвратить этот кошмар. Время пришло, сапфиры украдены, но на острове команда Луффи и кому же как не им, спасать этот мир. События в фильме происходят между арками "Скайпия" и "Water 7".
Роли озвучивали
- Манки Д. Луффи — Маюми Танака.
- Ророноа Зоро — Кадзуя Накаи.
- Нами — Акэми Окамура.
- Усопп — Каппэй Ямагути.
- Санджи — Хироаки Хирата.
- Тони Тони Чоппер — Икуэ Отани.
- Нико Робин — Юрико Ямагути.

## Фильм шестой
One Piece: Omatsuri danshaku to himitsu no shima — шестой полнометражный анимационный фильм, снятый студией Toei Animation по мотивам манги Эйитиро Оды «One Piece».
Команда Луффи отправляется на остров развлечений. Однако по прибытии выясняется, что сперва они должны пройти «Страшное испытание ада». И с бодрым криком: -« Круто!» Луффи бросается вперёд, увлекая за собой и друзей. Но в результате всё оказывается ещё более запутанно и опасно. Сможет ли Луффи спасти команду? Да, и можно ли ещё это сделать?
Роли озвучивали
- Манки Д. Луффи — Маюми Танака.
- Ророноа Зоро — Кадзуя Накаи.
- Нами — Акэми Окамура.
- Усопп — Каппэй Ямагути.
- Санджи — Хироаки Хирата.
- Тони Тони Чоппер — Икуэ Отани.
- Нико Робин — Юрико Ямагути.

## Фильм седьмой
One Piece: Karakuri-jou no mecha kyohei — седьмой полнометражный анимационный фильм, снятый студией Toei Animation по мотивам манги Эйитиро Оды «One Piece».
Действие фильма происходит после событий 268-го эпизода оригинального сериала. Команда Луффи случайно спасает странную старуху. За доставку домой та обещает им легендарное сокровище. И несмотря на то, что команда сомневалась в его существовании, Луффи решает что сокровище есть и они его непременно добудут.
Роли озвучивали
- Манки Д. Луффи — Маюми Танака.
- Ророноа Зоро — Кадзуя Накаи.
- Нами — Акэми Окамура.
- Усопп — Каппэй Ямагути.
- Санджи — Хироаки Хирата.
- Тони Тони Чоппер — Кадзуэ Икура.
- Нико Робин — Юрико Ямагути.

## Фильм восьмой
One Piece: Episode of Arabasta — sabaku no oujo to kaizoku-tachi (One Piece: Эпизод Арабасты — принцесса пустыни и пираты) — восьмой полнометражный анимационный фильм, снятый студией Toei Animation по мотивам манги Эйитиро Оды «One Piece». Картина стала седьмым по популярности аниме фильмом Японии 2007 года, с кассовыми сборами в 7 075 924 $.
В США фильм был лицензирован компанией FUNimation и вышел в прокат под названием «One Piece: The Desert Princess and The Pirates Adventures in Alabasta» с рейтингом PG-13. Прокат фильма проходил 7—10 февраля 2008 в 98 кинотетарах по всей стране . «Episode of Arabasta» — первый и единственный из фильмов «One Piece», лицензированный за пределами Японии.
Краткое описание
«Episode of Arabasta» — полуторачасоваякомпиляция одной из длиннейших сюжетных арок оригинального произведения. «За кадром» оставлено большинство событий и персонажей, непосредственно не связанных с развитием сюжета, некоторые детали которого так же сокращены или изменены.
Роли озвучивали
| - Манки Д. Луффи — Маюми Танака. - Ророноа Зоро — Кадзуя Накаи. - Нами — Акэми Окамура. - Усопп — Каппэй Ямагути. - Санджи — Хироаки Хирата. - Тони Тони Чоппер — Икуэ Отани. - Нефертари Виви — Миса Ватанабэ. - Крокодайл (Мистер Зеро) — Рюдзабуро Отомо. - Нико Робин (Мисс Олл-Сандэй) — Юрико Ямагути. - Кодза — Такэси Кусао. - Пелл — Кэндзи Нодзима. - Чака — Кихатиро Уэмура. - Терракота — Кэйити Сонобэ. - Бентам (Мистер 2 Бон Клей) — Кадзуки Яо. | - Даз Бонз (Мистер 1) — Тэцу Инада. - Пола (Мисс Даблфингер) — Ю-ко Татибана. - Мистер 4 — Масая Такацука. - Мисс Мери-Крисмас — Мами Кингэцу. - Мистер 7 — Кэсукэ. - Мисс Фазерсдэй — Томоко Нака. - Ко́дза в детстве — Наоми Синдо. - Каппа — Дзюнко Нода. - Кару — Хироаки Хирата (в титрах указан, как Сокоцуя). - Тото — Масааки Цукада. - Лассо — Такэси Аоно. - Служанка Виви — Ай Кавасима. - Нефертари Кобра — Иэмаса Каюми. |

## Фильм девятый
One Piece: Episode of Chopper plus — fuyu ni saku, kiseki no sakura — девятый полнометражный анимационный фильм, снятый студией Toei Animation по мотивам манги Эйитиро Оды «One Piece». Отважная команда пиратов и искателей приключений, под руководством юного Манки Д. Луффи, во время своих странствий сталкивается с серьёзной проблемой. Их навигатор Нами подхватывает тропическую лихорадку и ей срочно требуется доктор. Команда в экстренном порядке высаживается на один из островов Гранд Лайна, на котором никогда не заканчивается снег. Только причалив к берегу, они встречают местное население которое вдоволь настрадалось от набегов пиратов и тирании местного правителя Вапора.

## Фильм десятый (Strong World)
One Piece: Strong World — десятый полнометражный анимационный фильм, снятый студией Toei Animation по мотивам манги Эйитиро Оды «One Piece». Во время показа 9-го фильма One Piece был показан трейлер 10-го, показ которого состоялся 12.12.2009 (Хотя изначально премьера была назначена на весну 2009). Режиссёр фильма Минехиса Сакай, режиссёр сериала и фильма «One Piece: Dream Soccer King!» который вышел в 2002 году.
Золотой Лев Шики нуждается в навигаторе и поэтому заманивает команду Соломенной Шляпы на свои летающие острова и забирает Нами к себе на корабль прежде чем сбросить корабль Луффи на острова.

## Фильм  одиннадцатый (Straw Hat Chase)
One Piece 3D: Straw Hat Chase - Сюжет фильма повествует о том, как у Луффи украли его соломенную шляпу и о её поисках. Это единственный фильм по One Piece, который является короткометражным, а также единственный, в котором была использована 3D-анимация.

## Фильм двенадцатый (Film: Z)
One Piece Film Z. Премьера состоялась 15 декабря 2012.
События происходят в новом мире, который находится на грани исчезновения. Ожесточенный бой между легендарным бывшим адмиралом военно-морского флота Зетто, который руководит группой, пытающейся уничтожить пиратов, и группой Мугивара во главе с Манки Д. Луффи.
В конце фильма в титрах исполняется песня «How You Remind Me», перепетая в стиле Сэдко́р канадской певицей Аврил Лавин. А также её собственная «Bad Reputation»
Это первый случай, когда песни Лавин ( как и любого другого американского исполнителя) были использованы в качестве темы песни для японского фильма.

## Фильм тринадцатый (Film: Gold)
События разворачиваются на крупнейшем в мире развлекательном лайнере «Гран Тезоро», возглавляемом правительственным чиновником Гильдом Тезоро по прозвищу «Золотой император»!
«Саня Шелби Карлеоне» не просто место, где можно отдохнуть - это независимая страна, признанная самим Мировым правительством! Оно собирает всех желающих быстро разбогатеть в одном месте, в особенности - пиратов! Амбиции и лёгкие деньги - вот, что здесь движет людьми! Этот «остров», конечно же, не оставляет без внимания и команда Мугивары Луффи! Но случается нечто невообразимое!

## Фильм четырнадцатый (Stampede)
Вышел тизер четырнадцатого фильма. Премьера фильма состоялась 9 августа 2019 года.
Раз в несколько лет проходит «Фестиваль пиратов» — величайшее событие в мире, организованное пиратами и для пиратов, где собираются и устраивают дебош самые известные, самые ужасные, самые популярные пиратские команды. Команда пиратов «Соломенной Шляпы», конечно же, получает приглашение.

## Фильм пятнадцатый (Red)
One Piece Film: Red - японский анимационный музыкальный фэнтезийный приключенческий фильм 2022 года режиссера Горо Танигути и продюсера Toei Animation. 21 ноября 2021 года, в ознаменование выхода 1000 серии, на телеканале Fuji TV и в журнале Weekly Shonen Jump был анонсирован выход пятнадцатого фильма One Piece: Red (яп. ONE PIECE FILM RED Wan Pīsu Firumu Reddo). Мировая премьера состоялась в Ниппон Будокане, Токио. 
Фильм «One Piece: Red» получил высокую оценку за стиль анимации, боевые сцены и музыкальные номера. Фильм собрал более 20,33 миллиарда йен в Японии, что сделало его самым кассовым фильмом по«Ван-Пис», самым кассовым фильмом Toei Animation, самым кассовым фильмом 2022 года в Японии, 4-м самым кассовым японским фильмом всех времён в Японии и 6-м самым кассовым фильмом всех времён в Японии. Фильм занимал первое место в прокате в Японии в течение одиннадцати недель подряд, что является рекордом, достигнутым только тремя японскими фильмами в истории. По состоянию на 29 января 2023 года фильм собрал более 246,5 миллионов долларов США по всему миру, став седьмым самым кассовым аниме и японским фильмом всех времён.
Пираты Соломенной Шляпы отправляются на остров Элега, чтобы посетить концерт Уты, всемирно известной певицы. После того, как Ута исполняет свою первую песню («New Genesis»), Луффи выходит на сцену, чтобы воссоединиться с ней, и выясняется, что они знакомы, потому что Ута — приёмная дочь «Рыжеволосого» Шанкса. 

## Примечание
1. ↑  Japanese Box Office: Top 10 Anime Movies of 2007 Архивная копия от 13 июля 2009 на Wayback Machine  (англ.)
2. ↑  Welcome to the Navarre Corporation Архивная копия от 23 января 2016 на Wayback Machine  (англ.)
3. ↑  Welcome to the Navarre Corporation Архивная копия от 23 января 2016 на Wayback Machine  (англ.)
4. ↑  劇場版『ONE PIECE STAMPEDE』特報 - YouTube. Дата обращения: 17 декабря 2018. Архивировано 17 декабря 2018 года.
5. ↑  One Piece Film Red Japanese Release Date Announced (амер. англ.). Siliconera (21 ноября 2021). Дата обращения: 23 ноября 2021. Архивировано 23 ноября 2021 года.
6. ↑  One Piece Film: Red Officially Announced, First Teaser Revealed (амер. англ.). Funimation - Blog! (21 ноября 2021). Дата обращения: 23 ноября 2021. Архивировано 23 ноября 2021 года.